# Liste der Biografien/Schull
Liste der Biografien |
Portal Biografien |
Personensuche
# |
A |
B |
C |
D |
E |
F |
G |
H |
I |
J |
K |
L |
M |
N |
O |
P |
Q |
R |
S |
T |
U |
V |
W |
X |
Y |
Z |
?
 
Sa |
Sb |
Sc |
Sd |
Se |
Sf |
Sg |
Sh |
Si |
Sj |
Sk |
Sl |
Sm |
Sn |
So |
Sp |
Sq |
Sr |
Ss |
St |
Su |
Sv |
Sw |
Sy |
Sz
 
Sca–Sce |
Sch |
Sci–Scz
 
Scha |
Schc |
Schd |
Sche |
Schg |
Schi |
Schj |
Schk |
Schl |
Schm |
Schn |
Scho |
Schp |
Schr |
Schs |
Scht |
Schu |
Schv |
Schw |
Schy
 
Schua |
Schub |
Schuc |
Schud |
Schue |
Schuf |
Schug |
Schuh |
Schui |
Schuk |
Schul |
Schum |
Schun |
Schuo |
Schup |
Schuq |
Schur |
Schus |
Schut |
Schuu |
Schuv |
Schuw |
Schuy |
Schuz
 
Schula |
Schulb |
Schuld |
Schule |
Schulg |
Schulh |
Schuli |
Schulj |
Schulk |
Schull |
Schulm |
Schulo |
Schulp |
Schulr |
Schuls |
Schult |
Schulw |
Schuly |
Schulz
Die Liste der Biografien führt alle Personen auf, die in der deutschsprachigen Wikipedia einen Artikel haben. Dieses ist eine Teilliste mit 81 Einträgen von Personen, deren Namen mit den Buchstaben „Schull“ beginnt.

## Schull
- Schull, Amanda (* 1978), US-amerikanische SchauspielerinAmanda Schull (* 1978)

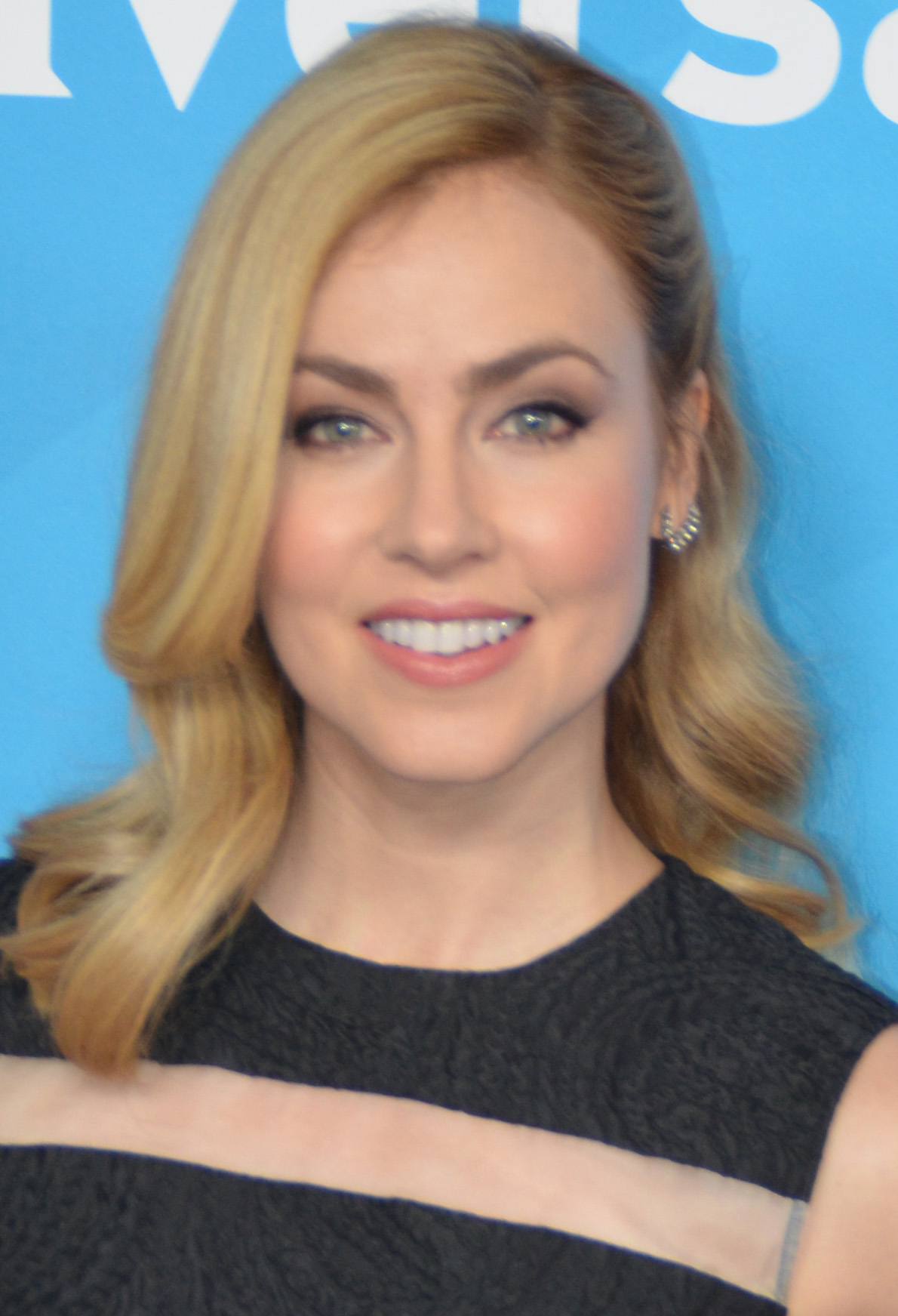
Amanda Schull (* 1978)

### Schulle
- Schuller Anger, Horst (1940–2021), rumänischer Philologe, Hochschullehrer und Journalist
- Schuller, Alexander (* 1934), deutscher Soziologe
- Schüller, Alexander (* 1997), deutscher Bobsportler
- Schüller, Alfred (* 1937), deutscher Wirtschaftswissenschaftler
- Schüller, Andreas (* 1974), deutscher Dirigent
- Schüller, Andreas Thomas (* 1957), deutscher Maler und Grafiker, Autor
- Schuller, Anna Maria (* 1984), deutsche Jazz-Sängerin und -Komponistin, Gesangspädagogin und Chorleiterin im Bereich Jazz/Pop
- Schüller, Anne (* 1952), deutsche Autorin, Management-Beraterin
- Schüller, Arno (1908–1963), deutscher Geologe
- Schuller, Betty (1860–1904), siebenbürgisch-sächsische Malerin
- Schuller, Björn (* 1975), deutscher Wissenschaftler der Elektrotechnik, Informationstechnik und Informatik sowie Unternehmer
- Schuller, Bobby (* 1981), US-amerikanischer Theologe und reformierter Pastor
- Schuller, Brigitte (1934–2016), deutsche Bildende Künstlerin
- Schüller, Bruno (1925–2007), deutscher Jesuit und Moraltheologe
- Schüller, David (1655–1732), sächsischer Akzisrat in Leipzig und Resident in Danzig
- Schuller, David (* 1980), österreichischer Eishockeyspieler
- Schuller, Ed (* 1955), US-amerikanischer Jazzmusiker
- Schüller, Eduard (1904–1976), deutscher Ingenieur, Entwickler des Tonbandgeräts und des Videorecorders
- Schüller, Emil (1843–1900), deutscher Oberbürgermeister von Koblenz
- Schüller, Erasmus (1861–1890), deutscher Architekt
- Schuller, Florian (* 1946), deutscher katholischer Geistlicher, Direktor der Katholischen Akademie in Bayern
- Schüller, Frank (* 1940), deutscher Fußballspieler
- Schüller, Friedel (* 1953), deutscher Fußballspieler
- Schuller, Frieder (* 1942), rumänisch-deutscher Schriftsteller
- Schüller, Friedhold (1925–2016), deutscher Fußballspieler
- Schuller, George (* 1958), US-amerikanischer Jazz-Schlagzeuger, Komponist und Arrangeur
- Schuller, Gerald (* 1968), österreichischer Pianist und Keyboarder
- Schuller, Gerd (* 1953), österreichischer Musiker (Keyboard, Orgel, Komposition)
- Schuller, Gottlieb (1879–1959), österreichischer Glasmaler und Mosaikkünstler
- Schuller, Gunther (1925–2015), US-amerikanischer Hornist und Komponist
- Schüller, Hans-Christoph (* 1949), deutscher Notar
- Schüller, Heidi (* 1950), deutsche Leichtathletin und Ärztin
- Schüller, Helmut (* 1952), österreichischer katholischer Priester
- Schüller, Hermann (* 1952), deutscher Basketballfunktionär, ehemaliger -spieler und Unternehmer
- Schüller, Jakob (1905–1944), deutscher Sprinter
- Schüller, Josef (1888–1968), deutscher Mediziner und Pharmakologe
- Schüller, Katharina (* 1977), deutsche Unternehmerin, Datenwissenschaftlerin und Vorstandsmitglied der Deutschen Statistischen Gesellschaft
- Schuller, Konrad (* 1961), deutscher Journalist
- Schuller, Kristian (* 1970), deutscher Modefotograf
- Schüller, Lea (* 1997), deutsche FußballspielerinLea Schüller (* 1997)

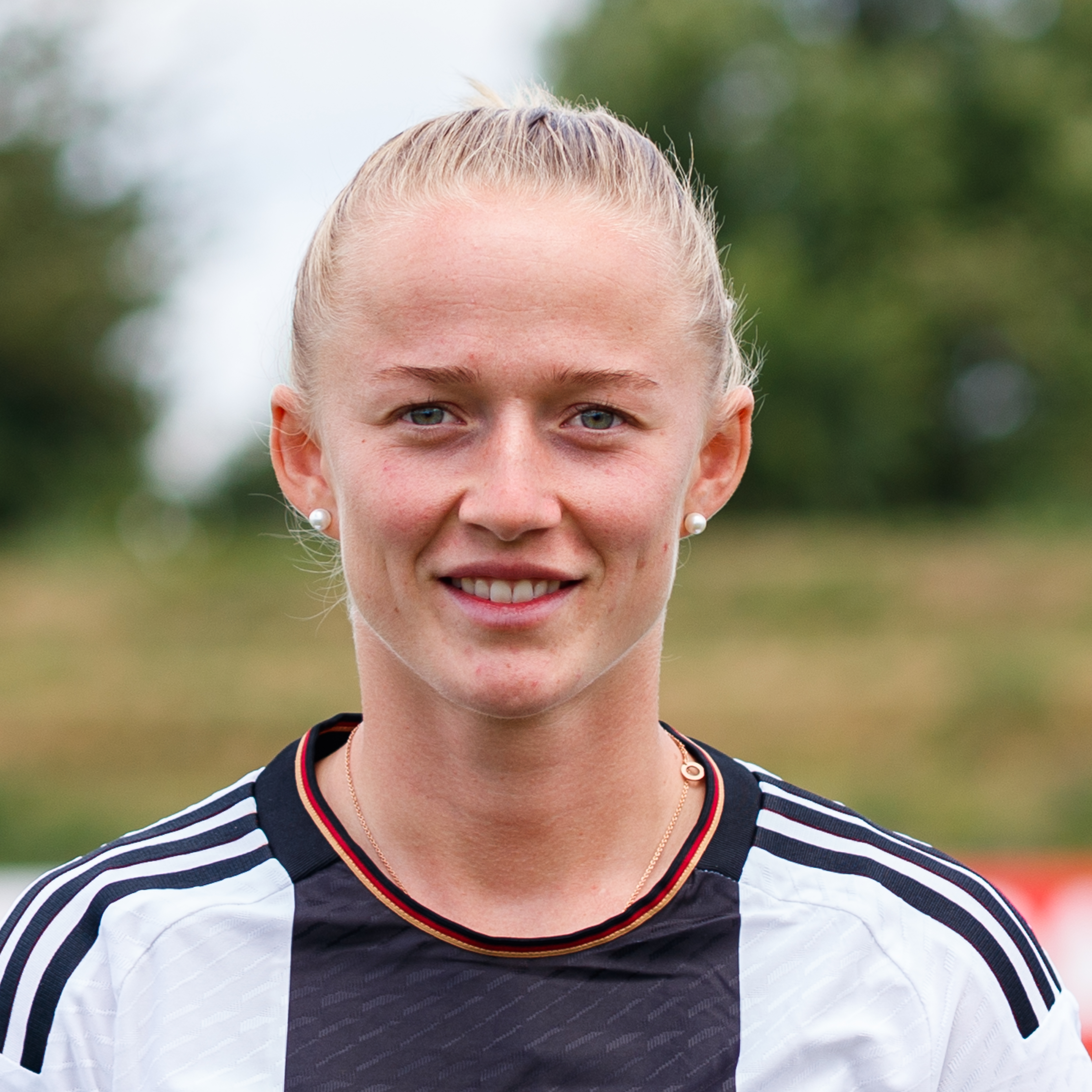
Lea Schüller (* 1997)

- Schuller, Lina (* 1986), deutsche Schauspielerin
- Schuller, Ludwig (* 1923), deutscher Fußballspieler
- Schuller, Manfred (* 1953), deutscher Bauforscher und Universitätsprofessor
- Schuller, Maria José (* 1965), portugiesische Volleyball- und Beachvolleyballspielerin
- Schuller, Marianne (1942–2023), deutsche Literaturwissenschaftlerin
- Schuller, Marie (1863–1944), österreichische Politikerin (SDAP)
- Schuller, Marie-Claire (* 1992), deutsche Schauspielerin
- Schüller, Martin (* 1960), deutscher Autor
- Schuller, Matthias (* 1987), deutscher Posaunist und Komponist
- Schüller, Max (1843–1907), deutscher Chirurg
- Schüller, Maximilian (1860–1932), tschechisch-österreichischer Unternehmer
- Schuller, Michael (* 1993), deutscher Nordischer Kombinierer
- Schuller, Michelle (* 1947), französische Schriftstellerin
- Schüller, Paul Maximilian (* 1999), deutscher Schauspieler
- Schüller, Peter (1921–2006), deutscher Politiker (SPD)
- Schüller, Rasmus (* 1991), finnischer Fußballspieler
- Schüller, Richard (1870–1972), österreichischer Ökonom und Diplomat
- Schüller, Richard (1901–1957), österreichischer Journalist und Parteifunktionär der KPÖ
- Schuller, Robert (1926–2015), US-amerikanischer FernsehpredigerRobert Schuller (1926–2015)

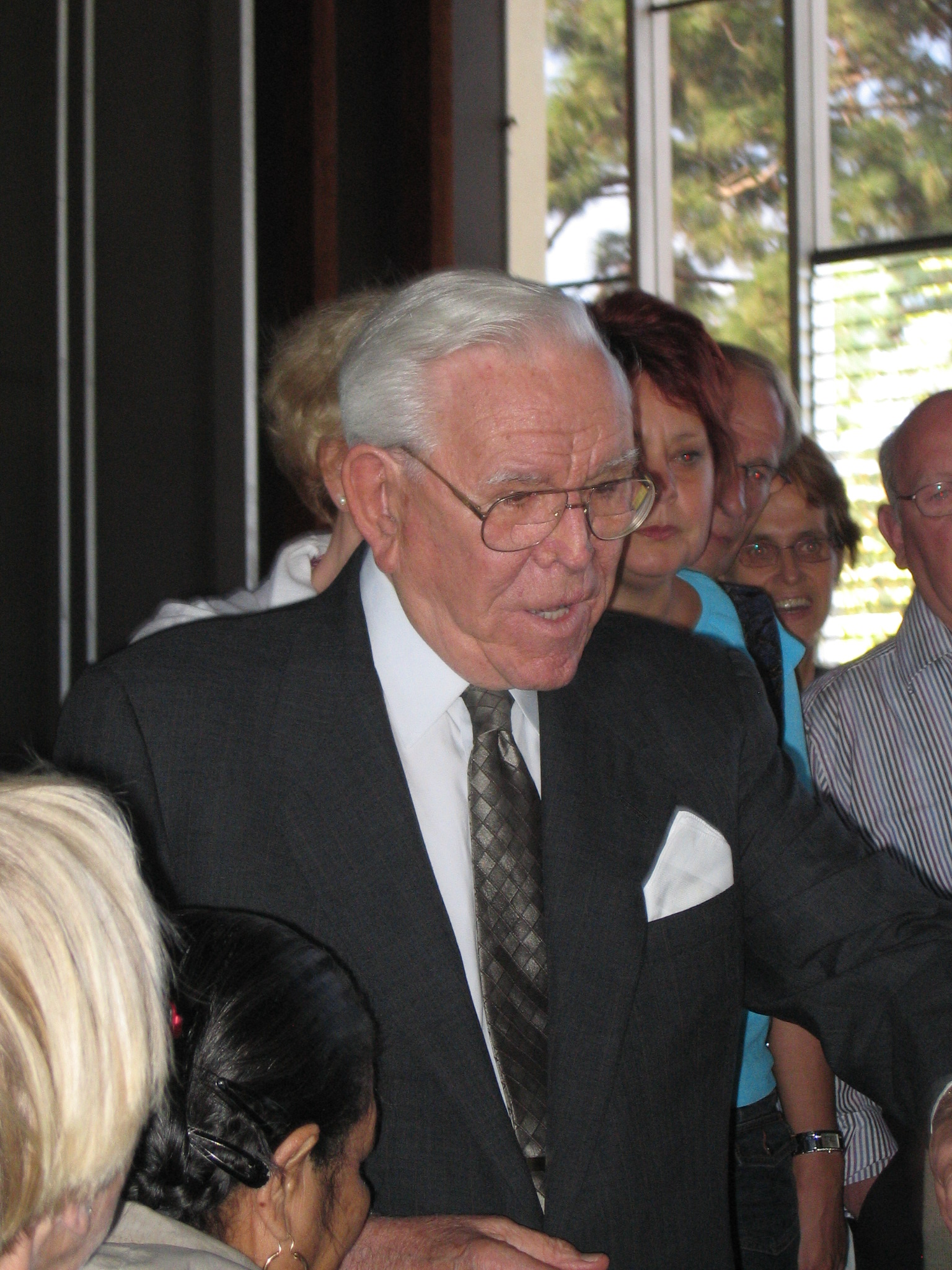
Robert Schuller (1926–2015)

- Schuller, Robert (1929–1990), österreichischer Architekt
- Schuller, Robert Anthony (* 1954), US-amerikanischer Prediger und Autor
- Schuller, Rudolf (1916–1995), ungarischer Schriftsteller
- Schüller, Sven (* 1996), deutscher Baseballspieler
- Schüller, Thomas (* 1961), deutscher römisch-katholischer Theologe
- Schüller, Valérie (* 1974), deutsche Juristin
- Schuller, Victor (* 1995), französischer Skirennläufer
- Schüller, Willy (1930–1965), deutscher Textdichter
- Schuller, Wolfgang (1935–2020), deutscher Jurist und Historiker
- Schüller, Wolfgang (* 1943), deutscher Skispringer
- Schuller-Götzburg, Thomas (* 1966), österreichischer Diplomat
- Schullern zu Schrattenhofen, Anton Albert von (1762–1815), österreichischer Richter und Tiroler Landesverteidiger
- Schullern zu Schrattenhofen, Anton von (1832–1889), österreichischer Lyriker und Schulmann
- Schullern zu Schrattenhofen, Heinrich von (1865–1955), österreichischer Schriftsteller und Militärarzt
- Schullern zu Schrattenhofen, Hermann von (1861–1931), österreichischer Nationalökonom und Hochschullehrer
- Schullern zu Schrattenhofen, Johann Anton von (1695–1763), österreichischer Repräsentations- und Hofkammerrat
- Schullern zu Schrattenhofen, Johann Franz Jakob von (1723–1795), Tiroler Beamter
- Schullern-Schrattenhofen, Manfred (1893–1959), österreichischer Diplomat
- Schullerus, Fritz (1866–1898), siebenbürgisch-sächsischer Maler
- Schullerus, Trude (1889–1981), rumänische Malerin

### Schulli
- Schullian, Manfred (* 1962), italienischer Rechtsanwalt, Schriftsteller und Politiker (Südtirol), Mitglied der Camera dei deputati